# Dunajska secesija
V zgodovini umetnosti je secesija (lat. secessio = odstop) gibanje mladih slikarjev, kiparjev in arhitektov, ki so se v zadnjih letih 19. stoletja odcepili od tradicionalnih umetniških slogov. Dunajska secesija (1897) je najpomembnejša veja tega gibanja, ker šteje med svojimi predstavniki več zelo znanih umetnikov.

## Zgodovinsko ozadje
V drugi polovici devetnajstega stoletja se je Dunaj zelo naglo razvijal. Gradbeništvo je doseglo najvišji vzpon pri pozidavi nove Ringstrasse, ki je bila v skladu z okusom časa opremljena z monumentalnimi zgradbami različnih slogov. Proti temu eklektičnemu mešanju slogov se je ob koncu stoletja postavila skupina mladih umetnikov, ki je iskala novih načinov umetniškega izražanja. Otto Wagner, Joseph Maria Olbrich in Jože Plečnik so s praktičnimi primeri pokazali nove smeri v arhitekturi. Istočasno so se zavzeli za novo pojmovanje umetnosti tudi nekateri slikarji, predvsem Gustav Klimt in Egon Schiele. Tradicionalisti se seveda niso strinjali z njihovimi pogledi in so načrtno zavračali vsako novo idejo. Zato je 3. aprila 1897 devetnajst mladih umetnikov izstopilo iz Dunajske Akademije (Wiener Künstlerhaus) in ustanovilo novo društvo – Dunajsko secesijo. Novo društvo umetnikov je izzvalo globok odmev v kulturnem življenju Dunaja. Secesija je postala trenutna moda in bogati dunajčani so postali pravi meceni umetnikom nove smeri. 

## Glavni predstavniki
Ker so bili predstavniki dunajske secesije nedvomno izredno talentirani umetniki, so njihova dela preživela trenutno modo in se uveljavila kot svetovno priznane mojstrovine. Klimt je s svojo izvirnostjo odprl pot do moderne umetnosti. Schiele in njegovo tragično ustvarjanje spada med prve ekspresioniste. Olbrich je nakazal pot moderni arhitekturi in Wagner ter njegov sodelavec Josef Hoffmann sta v mnogih delih dokazala vsestransko uporabnost novih idej. Posebno mesto zavzema Koloman Moser, ki se je posvetil poslikavi vitraj in tapiserij.